# Amata rubritincta
Amata rubritincta là một loài bướm đêm thuộc phân họ Arctiinae, họ Erebidae.